# 丸ヨ池内
株式会社丸ヨ池内（まるよいけうち）とは北海道札幌市中央区南1条西（札幌一番街）にある日本の百貨店である。宣伝などでは「IKEUCHI札幌」の名称を使用している。
商業ビルとしては「IKEUCHI GATE」を営業している。これはもともと同所で営業していた建物を2020年6月21日に閉館したうえで解体・新築のうえ、2022年10月15日に再開業したものである。2011年4月1日から2022年5月29日には近隣で「IKEUCHI ZONE」も営業していた。
その他、グループ会社を通じた各種事業を行っている（後述）。

## 概要
1893年（明治26年）6月に池内与惣吉が「池内金物店」として創業したのが始まりである。
1923年（大正12年）に資本金30万円で合資会社池内商店として法人化。
1965年（昭和40年）に百貨店法の適用を受けて百貨店化したものの、業績不振で1968年（昭和43年）9月に丸井今井の支援を受けて、株式会社丸ヨ池内を設立して小売事業を譲渡し、その傘下に入った。
その後、1997年（平成9年）11月に当時の丸井今井のメインバンクだった北海道拓殖銀行が経営破綻すると、それまで今井春雄社長が推進してきた急激な経営多角化により債務が増大して、グループの有利子負債が約940億円に増大するなど財務体質が悪化していた丸井今井は経営危機に陥り、同年12月16日の緊急役員会で今井春雄を社長から解任して、後任に創業家出身ではない専務取締役だった柴田哲治を社長に昇格させて路線転換を図ったため、同社は1998年（平成10年）に丸井今井との資本提携を解消して、独立して運営していくことになった。
2010年（平成22年）8月31日まで札幌アルタとして営業し、9月4日に名称変更した「NEX180」を10月1日に三越から運営を継承して2011年（平成23年）1月10日で大半のフロアの営業を停止し、その後大幅に改装して2011年（平成23年）4月1日に「IKEUCHI ZONE（イケウチ ゾーン）」として開業した。
日本百貨店協会に加盟しているが、現在は全館が服飾・雑貨の販売店やクリニック、カルチャースクールなどのテナントで占められ、ファッションビルと化している。テーマは「ライフスタイルストア」。札幌アルタを引継いだ為、最近は一層ファッションビル化が進んでいる。
改修・テナントの入れ替えが行われた2000年代前半までは、DIY器具を扱うホームセンター・インテリアショップ・ディズニー公式ショップが店内の多くを占めるフロア構成だった。
2019年12月、従来の「本館」であった「IKEUCHI GATE」について、施設の老朽化や現在の耐震基準を満たさないこと等から、2020年6月を目途に閉店することが明らかとなった。2020年6月21日をもって「IKEUCHI GATE」を閉館。8月から解体工事に着手した。2021年より同所に建物を新築、2022年秋の開業を目指すとした。その後、2022年10月15日より順次開業（同日時点では一部店舗のみ営業）している。
2022年3月23日には、貸主の札幌アルトとの定期建物賃貸借契約満了により、IKEUCHI ZONEを同年5月29日に閉館予定であることが発表され、同日に予定通り閉館となった。これに伴いほとんどのテナントが撤退したものの、ZARAは同所で営業を継続した。その後、同建物は2023年6月8日より株式会社ピヴォ運営による「PIVOT CROSS」として営業を開始し、ZARAも引き続き入居。
北海道リート投資法人のスポンサーの一社である。

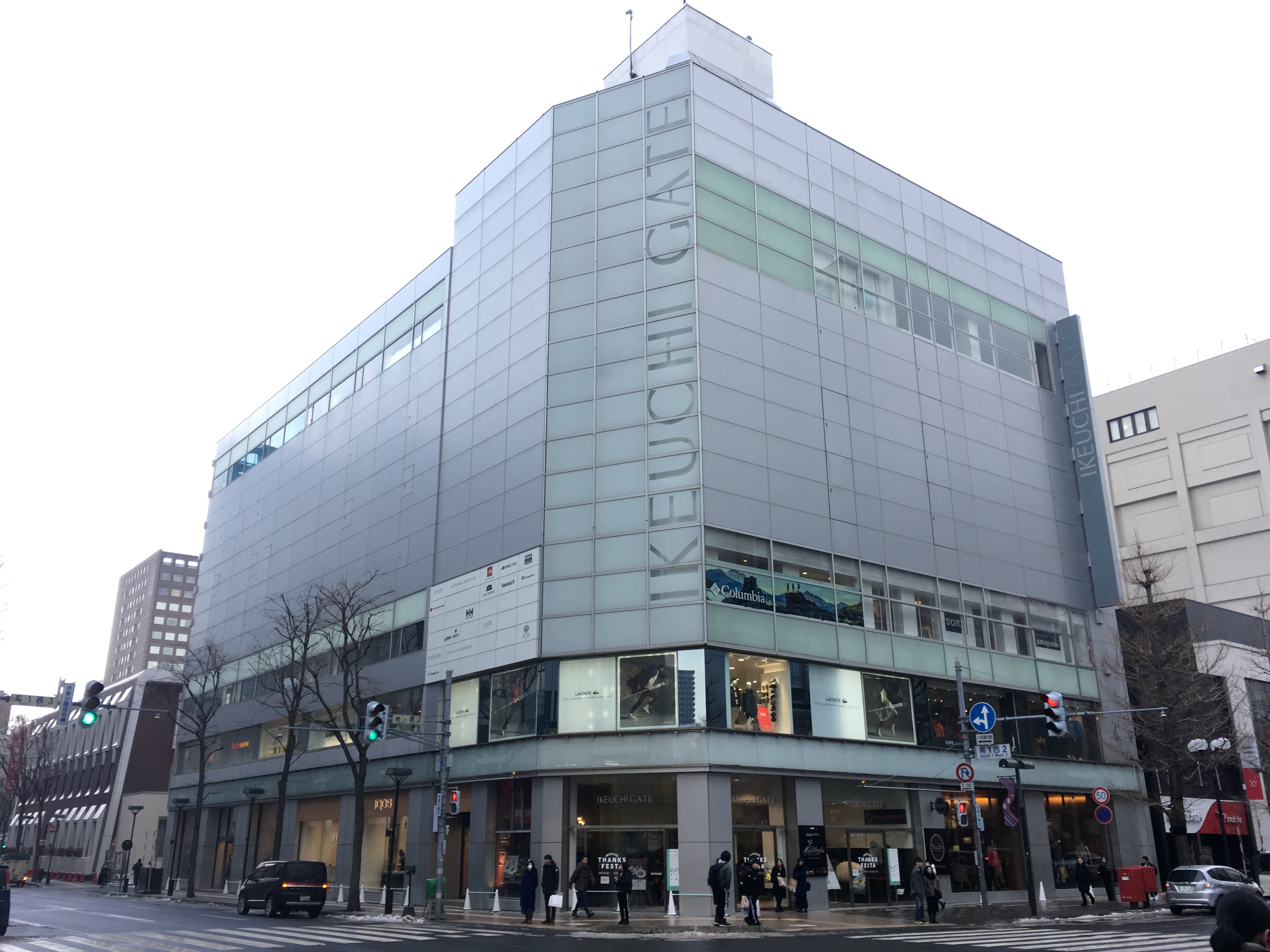
IKEUCHI GATEの旧建物（2019年12月）
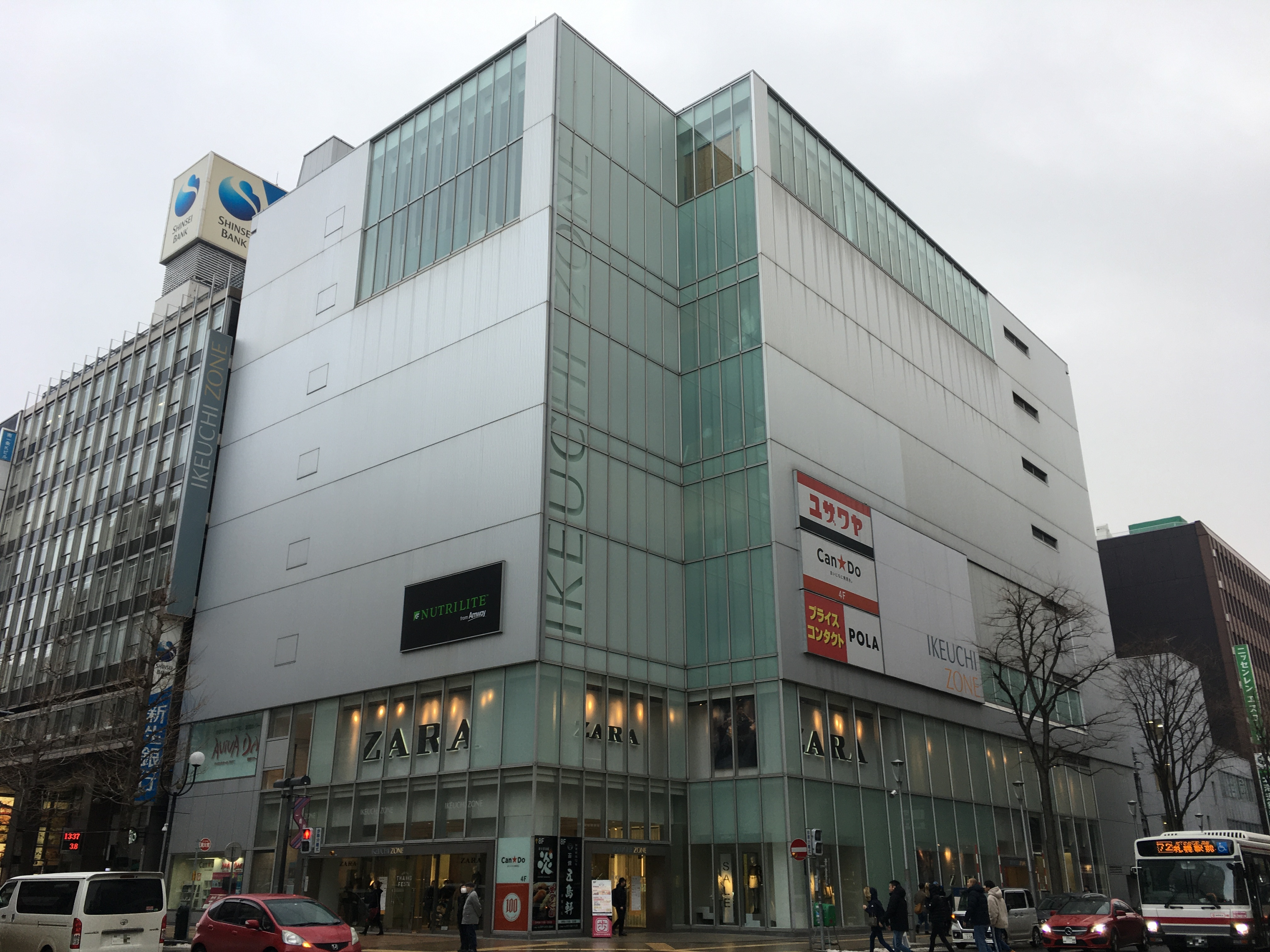
IKEUCHI ZONE（2019年12月）

## 沿革
- 1893年（明治26年）6月 - 池内与惣吉により「池内金物店」として創業[3]
- 1923年（大正12年） - 「合資会社池内商店」設立（資本金30万円）[3]
- 1949年（昭和24年） - 「池内ビル」が完成
- 1953年（昭和28年） - 池内ビル新館が完成
- 1965年（昭和40年） - 百貨店法の適用を受けて百貨店化[5]、百貨店協会に加盟
- 1968年（昭和43年）9月 - 小売事業を丸井今井に譲渡し、傘下に入る[5]
- 1973年（昭和48年） - 店舗南側新館完成（地上8階・地下1階）
- 1998年（平成10年） - 丸井今井から分離し、独立経営に復帰[5]
- 2008年（平成20年） - 東京営業所を開設する（東京都品川区東五反田）
- 2011年（平成23年）4月1日 - 札幌アルタ（2010年8月閉店）跡に「IKEUCHI ZONE」オープン[10]。同時に従来の店舗を「IKEUCHI GATE」に改名
- 2020年（令和2年）6月21日 - 施設の老朽化等に伴い「IKEUCHI GATE」閉館[11][12]
- 2022年（令和4年）
  - 5月29日 - 契約満了により「IKEUCHI ZONE」閉館
  - 10月15日 - 「IKEUCHI GATE」が新築のうえ再開業

## グループ会社
池内グループとしてのウェブサイトにグループ企業が掲載されている。以下に一部を示す。
- 株式会社レモンコーポレーション - アウトドア用品店「iGATE IKEUCHI EXIT」や飲食店の営業などを行う。
- 株式会社 池内システムサービス - 不動産開発・管理や、携帯電話販売のNTTドコモ代理店（ドコモショップ）営業などを行う。
- 株式会社 池内環境開発 - 不動産コンサルティングや建設・内装などを行う。
- 株式会社トミックス - Webサイトやアプリケーション開発などを行う。